# Rosenbergia
Rosenbergia – rodzaj chrząszczy z rodziny kózkowatych.

## Zasięg występowania
Przedstawiciele tego rodzaju występują na Nowej Gwinei, Wyspach Salomona oraz w płn. Australii.

## Systematyka
Do Rosenbergia zaliczanych jest 35 gatunków:

- Rosenbergia bismarckiana
- Rosenbergia breuningi
- Rosenbergia chaminadei
- Rosenbergia cheesmanae
- Rosenbergia chicheryi
- Rosenbergia clarki
- Rosenbergia dankersi
- Rosenbergia darwini
- Rosenbergia denserugata
- Rosenbergia diannae
- Rosenbergia drouini
- Rosenbergia drumonti
- Rosenbergia ehrmanae
- Rosenbergia exigua
- Rosenbergia freneyi
- Rosenbergia gilmouri
- Rosenbergia hudsoni
- Rosenbergia humeralis
- Rosenbergia lactiflua
- Rosenbergia lepesmei
- Rosenbergia mandibularis
- Rosenbergia megalocephala
- Rosenbergia porioni
- Rosenbergia rubra
- Rosenbergia rufolineata
- Rosenbergia samuelsoni
- Rosenbergia schmitti
- Rosenbergia schneideri
- Rosenbergia scutellaris
- Rosenbergia straussii
- Rosenbergia umboii
- Rosenbergia valentinae
- Rosenbergia vetusta
- Rosenbergia weiskei
- Rosenbergia xenium